# ۷۷۹ نینا

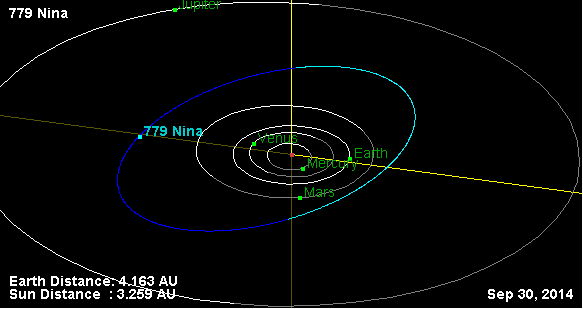
نمایی از محل قرارگیری سیارک ۷۷۹ نینا در مدار – ۲۰۱۴

سیارک ۷۷۹ (به انگلیسی: 779 Nina، نامگذاری:1914UB) هفتصد و هفتاد و نهمین سیارک کشف شده‌است که در ۲۵ ژانویه ۱۹۱۴ و در رصدخانه سایمیز کشف شد.
قدر مطلق سیارک برابر ۸٫۳۰ است.